# Johan De Muynck
Johan De Muynck (Sleidinge, Evergem, 30 de maig de 1948) és un ciclista belga, ja retirat, que fou professional entre 1971 i 1983.
Durant la seva carrera esportiva aconseguí 26 victòries, sent la més important el Giro d'Itàlia de 1978. Aquesta fou la darrera victòria belga en una gran volta fins a la victòria de Remco Evenepoel a la Volta a Espanya de 2022.
El 1976 ja havia quedat segon a la cursa italiana, quedant a tan sols 19 segons del vencedor, Felice Gimondi, després de perdre la maglia rosa en la penúltima etapa. Al Tour de França destaca una quarta posició com a millor classificació, el 1980.

## Palmarés
- 1973
  - 1r a la Fletxa Brabançona
- 1975
  - Vencedor d'una etapa de la Volta a Bèlgica
- 1976
  - 1r al Tour de Romandia i vencedor de 3 etapes
  - Vencedor d'una etapa al Giro d'Itàlia
- 1977
  - Vencedor d'una etapa de la Volta a Catalunya
- 1978
  -  1r al Giro d'Itàlia i vencedor d'una etapa
  - Vencedor d'una etapa del Midi Libre
- 1981
  - 1r a la Pujada a Arrate

### Resultats al Giro d'Itàlia
- 1973. 33è de la classificació general
- 1974. 36è de la classificació general
- 1976. 2n de la classificació general. Vencedor d'una etapa
- 1978. 1r de la classificació general. Vencedor d'una etapa
- 1979. 19è de la classificació general

### Resultats al Tour de França
- 1972. Abandona (4a etapa)
- 1979. Abandona (10a etapa)
- 1980. 4t de la classificació general
- 1981. 7è de la classificació general
- 1982. 28è de la classificació general
- 1983. Abandona (13a etapa)

### Resultats a la Volta a Espanya
- 1980. 7è de la classificació general